# Мартен-Люган, Аньес
Аньес Мартен-Люган (фр. Agnès Martin-Lugand; 1979 год, Сен-Мало, Франция) — французская писательница и детский психолог, наиболее известная как автор романов «Счастливые люди читают книжки и пьют кофе» и «У тебя все получится, дорогая моя».

## Биография
Аньес родилась в небольшом городе-порте и с детства хотела стать писательницей по профессии, однако судьба сложилась таким образом, что она стала детским психологом.
Шесть лет она работала в клинике, но оставила работу после рождения сына и стала домохозяйкой. Женщина ухаживала за ребёнком и параллельно писала свою первую книгу «Счастливые люди читают книжки и пьют кофе». Она пыталась относить своё произведение в несколько издательств, но получала там отказы. Мартен-Люган опубликовала роман на сайте Amazon за собственный счет. Книга очень быстро набрала популярность. Спустя некоторое время крупное парижское издательство Michel Lafon приобрело права на данную книгу. Произведения было переведено на большое количество европейских языков, включая испанский, итальянский, польский, турецкий и русский.
В июне 2014 года вышел второй роман писательницы «У тебя все получится, дорогая моя».
16 августа 2015 года вышло продолжение романа «Счастливые люди читают книжки и пьют кофе», который получил название «Влюбленные в книги не спят в одиночестве».

## Личная жизнь
Замужем, имеет двоих детей (оба мальчики).

## Произведения
- 2013 — Les gens heureux lisent et boivent du café, Editions Michel Lafon (ISBN 978-2749919980)
- 2014 — Entre mes mains le bonheur se faufile, Éditions Michel Lafon
- 2015 — La vie est facile, ne t'inquiète pas, Éditions Michel Lafon
- 2016 — Désolée je suis attendue, Editions Michel Lafon
- 2017 — J'ai toujours cette musique dans la tête, Éditions Michel Lafon
- 2018 — À la lumière du petit matin, Éditions Michel Lafon
- 2019 — Une évidence, Éditions Michel Lafon

### На русском языке
На русском языке произведения Аньес Мартен-Люган представляет издательство АСТ, серия Corpus, перевод с французского Натальи Добробабенко.
- 2013 — «Счастливые люди читают книжки и пьют кофе»; — ISBN 978-5-17-084298-8
- 2014 — «У тебя все получится, дорогая моя»; — ISBN 9785170867097
- 2015 — «Влюбленные в книги не спят в одиночестве»; — ISBN 978-5-17-090189-0
- 2016 — «Извини, меня ждут»; — ISBN 978-5-17-098198-4
- 2017 — «Ты слышишь нашу музыку?»; — ISBN 978-5-17-088755-2
- 2018 —  «Однажды я станцую для тебя»; — ISBN 978-5-17-108908-5
- 2020 —  «Мы не могли разминуться»; — ISBN 978-5-17-116663-2

## Экранизации
В 2015 году права на издание первого романа Аньес Мартен-Люган «Счастливые люди читают книжки и пьют кофе» приобрел американский кинопродюсер Харви Вайнштейн.